# Phaonia nigricauda
Phaonia nigricauda är en tvåvingeart som beskrevs av Malloch 1918. Phaonia nigricauda ingår i släktet Phaonia och familjen husflugor.
Artens utbredningsområde är Kalifornien. Inga underarter finns listade i Catalogue of Life.